# Célia Domain

a Compétitions nationales et continentales officielles uniquement.

b Matchs officiels uniquement.
Célia Domain, née le 29 avril 2000, est une joueuse internationale française de rugby à XV. Elle joue aux postes de talonneur et pilier à Blagnac Rugby.

## Biographie
Célia Domain est sélectionnée pour la première fois en équipe de France en 2019. En 2022, elle fait partie des trente-cinq joueuses retenues pour préparer le Tournoi des Six Nations.
En 2022, elle est sélectionnée par Thomas Darracq pour disputer la Coupe du monde en Nouvelle-Zélande.